# Ladislav Fuks
Ladislav Fuks (24. září 1923 Praha – 19. srpna 1994 Praha) byl český prozaik, autor především psychologické prózy s tématem úzkosti člověka ohrožovaného nesvobodou a násilím. Jako symbol tohoto tématu si pak zvolil druhou světovou válku a holokaust. Většina jeho díla je autobiografická, často skrytě – téměř všemi jeho knihami prochází figura senzitivního, slabého hocha, žijícího ve svém vnitřním světě a toužícího po citovém přátelství. Právě tato stále se vracející postava trpícího a mučeného chlapce má silnou míru autobiografičnosti. Fuksovo dílo je někdy také autobiografickou travestií – např. Vévodkyně a kuchařka. Fuks je ve svém díle též mistrem masky, jinotajů neboli alegorií, a náznaků, k čemuž byl jako homosexuál přirozeně donucen dobou, v níž žil a tvořil.

## Život

### Dětství a dospívání
Jeho dětství nebylo příliš šťastné. Otec, policejní úředník, byl chladný a dominantní člověk a matka se starala pouze o správnou společenskou výchovu svého syna. Téma smutného dětství a snahy o vzdor proti otci se pak objevilo v několika jeho knihách. Největší životní krizí ale prošel Ladislav Fuks v době dospívání, tedy na počátku druhé světové války, kdy si poprvé uvědomil svou homosexualitu. Krutý osud svých židovských spolužáků z gymnázia prožíval citelněji, jelikož sám trpěl silným pocitem ohrožení – v koncentračních táborech tehdy mizí nejen Židé a Romové, ale také homosexuálové. Knihy, v nichž se odrážejí jeho dětství a dospívání, často zachycují hlavní hrdiny jako citlivé chlapce, kteří se snaží uniknout drsné realitě do vlastního vnitřního světa. Již od mládí se také u Fukse projevovala vášeň pro umění a literaturu, což mu poskytovalo útěchu před nepochopením a odcizením, které cítil v rodinném prostředí. Mnozí literární kritici[kdo?] si později často kladli otázku, jak je možné, že se Ladislav Fuks, jako nežidovský spisovatel, dokázal tak vžít do pocitů židovské menšiny a věnovat tomuto tématu značnou část svého díla. Odpovědí je právě jeho pocit sounáležitosti s tragédií tohoto národa, ale také úzkost z ohrožení, kterou po celý život on sám pociťoval. Tímto jeho silným duchovním poutem s pronásledovanou židovskou menšinou je inspirován také název jedné jeho knihy – Mí černovlasí bratři.

### Studium a zaměstnání
Po dokončení gymnázia pracoval Ladislav Fuks za války na zemědělské správě v Hodoníně. Po válce pokračoval ve studiu na filosofické fakultě Univerzity Karlovy, kde se věnoval filosofii, psychologii a dějinám umění. Studia zdárně ukončil v roce 1949. Poté pracoval řadu let jako úředník v papírnách a v polovině padesátých let se stal zaměstnancem Státní památkové péče na zámku Kynžvart. Sbírka kuriozit, která na tomto zámku zůstala po knížeti Metternichovi, Ladislava Fukse natolik nadchla, že on sám později vytvořil něco obdobného v pokoji bytu v Bubenči, kde bydlel, a tento jeho nesourodý soubor morbidních bizarností se stal už za jeho života legendou. Od roku 1959 byl Ladislav Fuks zaměstnancem Národní galerie a v roce 1963, tedy až ve svých čtyřiceti letech, vydal konečně svou první knihu – Pan Theodor Mundstock. Tento jeho vstup na pole literárního umění byl doslova bleskem z čistého nebe a z Ladislava Fukse se stal během velmi krátké doby jeden z nejuznávanějších spisovatelů nejen tehdejšího Československa, ale i Evropy. Koncem šedesátých let nicméně podlehl Ladislav Fuks politickému tlaku a stále zřetelněji se stavěl na stranu vládnoucího komunistického režimu. Poskytl spoustu rozhovorů do novin, v nichž chválil socialistické zřízení, stal se členem normalizačního Svazu spisovatelů a jeho servilita vůči mocným komunistickým funkcionářům byla mezi jeho literárními kolegy pověstná. Dopouštěl se také literárních poklesků, z nichž asi tím nejznámějším je Návrat z žitného pole. Tím vším si zřejmě Ladislav Fuks zajišťoval možnost žít si po svém.[zdroj?] To, jak viděl tehdy on sám sebe, nejlépe dosvědčuje právě Návrat z žitného pole, v němž se objevuje scéna, kdy kůň, kterému propůjčil autor své jméno Fuks, dostává nový chomout.
Dva z jeho románů (Myši Natalie Mooshabrové, Oslovení z tmy) jsou zařazeny do literatury science fiction.
V roce 1978 obdržel titul zasloužilý umělec.

### Závěr života
Ladislav Fuks prožil většinu svého osobního života v osamění nebo ve společnosti mladíků s často kriminální minulostí, kteří se většinou živili prostitucí.[zdroj?] Jen jednou se pokusil z této společnosti vymanit – a to když se v roce 1964 překvapivě oženil. Jeho ženou se stala bohatá Italka Giuliana Limiti a svatba proběhla v bazilice Santa Maria Maggiore v Římě. Blahopřání k sňatku tehdy zaslal jak papež Pavel VI., tak i předseda Italské komunistické strany Palmiro Togliatti. Ladislav Fuks však na svatební hostině svedl rumunského číšníka, s nímž ze svatby uprchl a patrně i strávil noc. Když se poté dostal do Prahy, nechal se hospitalizovat na psychiatrii, aby unikl před svou rozezlenou novomanželkou. Je možné, že kromě „lásky na první pohled“ byl Fuks ke svatbě puzen také náhlým nápadem emigrovat do Itálie.[zdroj?]
V sedmdesátých a osmdesátých letech stále vydával další knihy a stále ho pravidelně navštěvovala tajná policie. Fuks si vedl deníkové záznamy svých rozhovorů s příslušníky StB, které ale po jeho smrti beze stopy zmizely.[zdroj?] Posledním jeho velkým dílem byl obsáhlý román Vévodkyně a kuchařka. Ladislav Fuks zemřel 19. srpna 1994 ve svém pražském bytě.
Pohřben byl na Olšanských hřbitovech.

## Dílo
Dílo Ladislava Fukse je velice osobité a svébytné, vyznačuje se složitou metaforikou a stavěním příběhu na detailech a opakujících se motivech. Jeho tvorbu lze rozdělit do dvou období:

### První etapa tvorby
- Zámek Kynžvart (1958) – Odborná studie
- Pan Theodor Mundstock (1963) – Psychologický román o osudu pražského Žida, který je sužován možností, že bude transportován do koncentračního tábora; po třech letech naprosté apatie a melancholie se rozhodne postupovat prakticky a metodicky - připravovat se na budoucí situaci (např. spí na pryčně, moří se hladem a tahá těžké věci, trénuje i svou smrt), zároveň prožívá řadu halucinací a dialogů se svým stínem Monem, způsobených jeho psychickou nemocí – schizofrenií; další z jeho halucinací je obrovská "slípka", která s ním žije doma a o kterou se stará; transportu se nedožije, před nástupištěm ho přejede auto a zemře. Román zobrazuje, jak obyčejného člověka ponižuje a pokřivuje diskriminace a strach. Člověk se nikdy nemůže zcela připravit na to, co nám osud přichystá. Román byl v Polsku zfilmován jako Pohlednice z cesty (1982, rež. Waldemar Dziki).
- Mí černovlasí bratři (1964) – Soubor šesti povídek o osudech pěti gymnazistů za druhé světové války (z nichž tři jsou židovského původu a tím se dostávají mimo společnost); spojuje je postava rasistického učitele zeměpisu. Hlavní postavou knihy je chlapec Michael, alter ego autora, který je postupem času nucen postavit se smrti svých kamarádů – „bratrů“ tváří v tvář; židovští chlapci totiž jeden po druhém mizí, ať už v koncentračních táborech či tragicky (sebevražda). Pro knihu je charakteristický leitmotiv „Smutek je žlutý a šesticípý jako Davidova hvězda“, který vystihuje Michaelovy myšlenky a pocity dítěte, které je náhle postaveno před strašlivou pravdu války a umírání.
- Variace pro temnou strunu (1966) – Autobiografický román o dospívajícím chlapci Michalovi z pražské patricijské rodiny, který trpí nedostatkem citu ze strany rodičů. Proto vede rozsáhlé, až schizofrenní, rozhovory s babičkou na obraze, porculánovou míšeňskou tanečnicí a medvědem. Dílo též zachycuje temnějící klima v Československu na konci 30. let 20. století.
- Spalovač mrtvol (1967) – Psychologická hororová novela[5] o pracovníku krematoria Karlu Kopfrkinglovi, z něhož se částečně vlivem nacistické ideologie, částečně tím, že byl ovlivněn orientální filosofií, stává vrah; zfilmováno roku 1968 Jurajem Herzem.
- Smrt morčete (1969) – V knize jsou obsaženy všechny Fuksovy významné krátké prózy. Zvláštní místo má v této knize Fuksova sugestivní a magická novela Cesta do zaslíbené země. Pro bližší poznání autorovy prózy je zajímavá ještě první kapitola nedokončeného románu Podivné manželství paní Lucy Fehrové.[6]
- Myši Natálie Mooshabrové (1970) – Román se znaky hororového příběhu, grotesknosti i fantastické pohádky, příběh na hranici reality a fantazie; příběh chudé vdovy, jejíž syn je kriminálník a dcera prostitutka.[7]
- Příběh kriminálního rady (1971) – Psychologický román o vztahu mezi despotickým kriminálním radou a jeho plachým dospívajícím synem. Příběh se odehrává v hlavním městě nejmenovaného západoevropského státu a často bývá prezentován jako detektivní horor.
- Oslovení z tmy (1972) – Novela s prvky záhady a tajemství, jejímž tématem je apokalyptická vize zániku světa po jaderné katastrofě. Román je vyprávěn chlapcem, umírajícím v rozvalinách rozbombardovaného města. Příběh je psán velmi obtížnou, náročnou formou.
- Nebožtíci na bále (1972) – Život měšťanstva před 1. světovou válkou, nové prvky v tvorbě (groteskní humor); na pozadí příběhu záměny dvou těl nebožtíků ukazuje, že poklidnost tehdejšího života byla pouze iluzí. Na rozdíl od vážných autorových děl z počátků 60. let se tato kniha jeví spíše jako maloměstská fraška, při níž je možné se skvěle pobavit, ale k hodnotnějším Fuksovým dílům ji řadit rozhodně nelze.

### Další etapa – od 70. let
V této době se Fuks začal soustřeďovat na válečné a poválečné události v širších souvislostech.
- Návrat z žitného pole (1974) – Dílo o poúnorové emigraci (antiemigrační, poplatné době 70. let).
- Mrtvý v podchodu (1976) – Detektivní román s motivem vražd, ale i pašování heroinu přes naše území na západ jako důkaz mravní zkaženosti západních zemí. Spoluautor Oldřich Kosek.
- Pasáček z doliny (1977) – Baladicky laděné dílo z prostředí východního Slovenska, kde právě probíhá kolektivizace; opět dobově poplatné.
- Křišťálový pantoflíček (1978) – Idylické vyprávění o dětství Julia Fučíka.
- Obraz Martina Blaskowitze (1980) – Návrat k vyšší spisovatelské úrovni než předchozí dobově poplatné knihy. Novela o problému mravnosti – konfrontace bezúhonného vypravěče s kariéristou a kolaborantem s nacisty. Z díla vyplývá myšlenka, že vyšší než msta je odpuštění a žádný člověk nemá právo být soudcem svědomí jiného.
- Vévodkyně a kuchařka (1983) – Rozsáhlý historický román, odehrávající se v letech 1897 a 1898,[8] zachycující předzvěsti konce habsburské monarchie. Dílo je travestií, kdy hlavní postava Vévodkyně je silně autobiografická.[zdroj⁠?!] Jedná se o samotného Fukse a v díle jsou zašifrována i jména Fuksových reálných přátel a milenců.[zdroj⁠?!] Tento román je někdy označovaný za vrchol tvorby, charakteristická je propracovaná psychologie postav, detailní popis jednotlivých situací a prvky záhady a tajemství. Fuksovým záměrem bylo, aby se stal součástí románového cyklu, který by pojednával o jeho milované době sklonku habsburské monarchie, avšak po napsání románu si stěžoval, že už mu selhává paměť a psaní se mu nedaří, a tak Vévodkyně zůstala osamocena.
- Moje zrcadlo (1995) – Paměti, vyšly posmrtně, spoluautor Jiří Tušl. S trochou ironie lze říci, že se jedná o další díl Vévodkyně a kuchařky. Kniha je zároveň příznačnou ukázkou Fuksova vyprávěcího postupu a nevšedního smyslu pro humor – zahrnuje nepřebernou řadu detailů z Fuksova života, aniž by ovšem odhalila cokoli podstatného. Nebýt Tušlových intermezz, nedozvíme se z ní o Fuksově osobnosti prakticky nic.

## Ostatní tvorba
Kromě výše uvedených děl je Ladislav Fuks také autorem několika kratších povídek. Byly vydány ve sbírkách:
- Smrt morčete (1969, Praha: Mladá Fronta) – Soubor deseti baladicky laděných povídek z různých období století, častý motiv vykořenění způsobeného holocaustem. Jedná se o soubor jeho kratších próz, napsaných od počátků jeho tvůrčí činnosti až po dílo napsané z posledních sil. Pro bližší poznání Fuksovy tvorby je zajímavá poslední povídka, která je první kapitolou jeho nedokončeného románu Podivné manželství paní Lucy Fehrové.
- Cesta do zaslíbené země (1991, Praha: Horizont)

Povídky se vesměs věnují podobným tématům jako Fuksova románová tvorba a můžeme je rozdělit na:
- Povídky s válečnou a židovskou tematikou.
- Povídky o mravnosti a hodnotě lidského života.
- Humoresky.

### Povídky s válečnou a židovskou tematikou
- Cesta do zaslíbené země (v knize Smrt morčete, Mladá fronta, 1969, datováno 1967) – Strhující příběh o patnácti bohatých vídeňských Židech, kterým je po anšlusu "dovoleno" emigrovat po Dunaji na vratké kocábce. "Nemáte průjezdní víza, loď nesmí nikde přistát..." Nejprve si cestu užívají, ale pak dojde k poruše motoru. Třikrát se pokoušejí s lodí s hákovým křížem přistát, třikrát jsou zahnáni zpět na řeku. Přistanou na liduprázdném slovenském břehu, opraví závadu ale mezitím klesne voda a loď je na suchu, nemají sílu ji dostat k vodě, hledají řeku, postupně ztrácejí veškerou naději. Zbytky trosečníků nalezne slovenský kněz, přesvědčuje je ...aby se pokusili, nevzdali, zachránili ... Rabbi říká: Pořád někdo někoho pronásleduje a bere volnost, pořád někdo někoho viní, štve a bere mu život. Pořád někdo utlačuje jiné ve jménu pravdy... pořád někdo někomu brání jíst, spát, bydlet, hledat štěstí a žít. A Židé na to od počátku dopláceli nejvíc. Proto volají šalom, mír vzdáleným i blízkým, mír všem. Cesta do zaslíbené země vede už jen vzhůru. V den, kdy začala válka, volí dobrovolně smrt. Představuje vrchol Fuksovy povídkové tvorby. Motivem, kdy se ze ctihodných, slušných lidí během krizové situace velmi rychle stanou špinavé a jakékoli akce neschopné trosky, může poněkud připomínat Goldingova Pána much.
- Pan Theodor Mundstock (1963) – Psychologický román o osudu pražského Žida, který je sužován možností, že bude transportován do koncentračního tábora; po třech letech naprosté apatie a melancholie se rozhodne postupovat prakticky a metodicky - připravovat se na budoucí situaci (např. spí na pryčně, moří se hladem a tahá těžké věci, trénuje i svou smrt), zároveň prožívá řadu halucinací a dialogů se svým stínem Monem, způsobených jeho psychickou nemocí - schizofrenií; další z jeho halucinací je obrovská "slípka", která s ním žije doma a o kterou se stará; transportu se nedožije, před nástupištěm ho přejede auto a zemře. Román zobrazuje, jak obyčejného člověka ponižuje a pokřivuje diskriminace a strach. Člověk se nikdy nemůže zcela připravit na to, co nám osud přichystá.
- Podivuhodné setkání (1964) – ... ono to vlastně žádný děj nemá, nemá to ani pořádný začátek a konec... Povídka ukazuje, jak je škoda každého života, který byl nacistickou zvůlí promarněn.[zdroj?]

- Mí černovlasí bratři (1964) – Sbírka šesti povídek o osudech pěti gymnazistů za druhé světové války (z nichž tři jsou židovského původu a tím se dostávají mimo společnost); spojuje je postava rasistického učitele zeměpisu. Hlavní postavou knihy je chlapec Michael, alter ego autora, který je postupem času nucen postavit se smrti svých kamarádů - „bratrů“ tváří v tvář; židovští chlapci totiž jeden po druhém mizí, ať už v koncentračních táborech či tragicky (sebevražda). Pro knihu je charakteristický leitmotiv „Smutek je žlutý a šesticípý jako Davidova hvězda“, který vystihuje Michaelovy myšlenky a pocity dítěte, které je náhle postaveno před strašlivou pravdu války a umírání.
- Stříbrná svatba (1962) – Pojednává o dvou starých židovských manželích za války, kteří sami sobě nalhávají, jak je jejich život příjemný, neboť skutečný stav by je mohl dohnat k šílenství.
- Věneček z vavřínu (1953) – ukazuje, jak je člověk bezmocný proti zlu jako je nacismus a jak slušné lidi ponižuje neurvalé jednání jeho vykonavatelů. Povídka se ovšem odehrává v poklidu cukrárny, do níž vtrhne medvěd, slon a tygr a celý interiér zničí. Anebo je to alegorie na život po roce 1948...

### Povídky o mravnosti a hodnotě lidského života
- Mezi dvojím zahýkání oslíka – Pozoruhodně napsaná sci-fi povídka, v níž starého rybáře Alda, jeho syna Alda a jejich osla Alda přijde v podvečer navštívit tajemný muž, pravděpodobně mimozemšťan, který je vyzývá, aby lidé žili navzájem v míru a lásce.
- Poslední ostrov (1963) – Čím vším se lidé souží, jaký je to jen přelud, co je děsí, jak marné a zbytečné je se v tomto údolí slz zneklidňovat.. Manželé Novákovi si hodlají jako odměnu za celoživotní práci dopřát dovolenou v Jugoslávii. Velmi se na cestu těší a nadšeně si čtou v Průvodci. Když jsou však připraveni na cestu, uvědomí si, že už o cestě vědí všechno a nemůže je tedy ničím překvapit. Se smutkem tedy zůstanou doma.
- Smrt morčete (1967) – Neurvalá paní Kadloubková odpraví pojištěné morče... a dostane jen zlatku. Ale co teprve za člověka, to byste za ty peníze mohla bydlit v paláci...
- Zpráva o Barbaře z Mníšku – Pověsti podobná povídka o zaživa pohřbené přítelkyni Marie Terezie, jejíž duch dodnes bloudí po lesích, vyptává se lidí na novinky a prorokuje budoucnost.

### Humoresky
- Povídkový cyklus:
  - Jedna malá hezká idylka (1966) – Povídková črta
  - Štedrý den u paní Allerheiligové, vdovy z Celetné (1967)
  - Paní Allerheiligová na prahu Nového roku (1967)

Povídky jsou laděny jako humoreska a připomínají tak útlý Fuksův román Nebožtíci na bále.
- Růžové logaritmy (1967) – Částečně vycházejí z Fuksových školních zážitků. Humorný příběh o nadaném gymnazistovi, který neumí počítat.
- Vavřínek – Hrdinou je polosirotek, syn hrobníka.